# GLADIATOR 004 in WAKAYAMA
GLADIATOR 004 in WAKAYAMAは、日本の総合格闘技団体「GLADIATOR」の大会の一つ。
2017年8月13日、和歌山県和歌山市の和歌山ビッグホエールで開催された。

## 大会概要
今大会では当初ライトフライ級王者の吉村友菊が、前回のGLADIATOR 003 in WAKAYAMAで挑戦者決定戦に勝利した宮城友一の挑戦を受ける予定であった。しかし吉村が右太腿筋肉断裂のため欠場、宮城はノンタイトル戦に挑むこととなっている。このほか南出剛がバンタム級転向のため返上したフライ級王座を加マーク納とNavEが争う。バンタム級も寒川慶一が王座を返上し、空位のベルトを賭けて角田成健と渡辺修斗が対戦する。大会のメインは南出剛のバンタム級初戦となった。

## 試合結果
第1試合 バンタム級 5分2R
○  瀧口脩生 vs.  井口翔太 ×
2R 4:44 ギロチンチョーク
第2試合 ライトフライ級 5分2R
○  尾崎龍紀 vs.  木村旬志 ×
判定3-0
第3試合 バンタム級 5分2R
○  チャッピー盛坪 vs.  北崎拓実 ×
判定2-1
第4試合 ウェルター級 5分2R
○  鈴木道場長 vs.  別府敬祐 ×
判定3-0
第5試合 バンタム級 5分2R
○  國頭武 vs.  辻川力也 ×
2R 1:06 リアネイキドチョーク
第6試合 バンタム級 5分2R
○  平田丈二 vs.  林優作 ×
判定3-0
第7試合 日韓対抗戦 バンタム級 5分2R
○  竹本啓哉 vs.  ファン・ソンジュ ×
2R 4:09 横三角絞め
第8試合 68.1kg契約 5分2R
○  岩田啓輔 vs.  大道翔貴 ×
1R 2:27 TKO
※大道の計量オーバーによりフェザー級（65.7kg）から68.1kg契約に変更
第9試合 ライトフライ級 5分2R
○  宮城友一 vs.  ふじい☆ペリー ×
2R 3:30 リアネイキドチョーク
第10試合 日韓対抗戦 ウェルター級 5分2R
○  レッツ豪太 vs.  イ・ヒョンソク ×
判定3-0
第11試合 GLADIATORバンタム級王座決定戦 5分3R
○  角田成建 vs.  渡部修斗 ×
判定3-0
※角田成建が第3代GLADIATORバンタム級王者に
第12試合 GLADIATORフライ級王座決定戦 5分3R
○  加マーク納 vs.  NavE ×
判定3-0
※加マーク納が第2代GLADIATORフライ級王者に
第13試合 バンタム級 5分2R
○  南出剛 vs.  土肥“聖帝”潤 ×
判定3-0